# Simulium striginotum
Simulium striginotum är en tvåvingeart som först beskrevs av Günther Enderlein 1934.  Simulium striginotum ingår i släktet Simulium och familjen knott.
Artens utbredningsområde är Bolivia. Inga underarter finns listade i Catalogue of Life.